# Banatsko Karađorđevo
Banatsko Karađorđevo (izvirno srbsko Банатско Карађорђево) je naselje v Srbiji, ki upravno spada pod Občino Žitište; slednja pa je del Srednjebanatskega upravnega okraja.

## Demografija
V naselju, katerega izvirno (srbsko-cirilično) ime je Банатско Карађорђево, živi 2.020 polnoletnih prebivalcev, pri čemer je njihova povprečna starost 42,1 let (41,1 pri moških in 43,2 pri ženskah). Naselje ima 885 gospodinjstev, pri čemer je povprečno število članov na gospodinjstvo 2,83.
To naselje je, glede na rezultate popisa iz leta 2002, večinoma srbsko, a v času zadnjih treh popisov je opazno zmanjšanje števila prebivalcev.
|  |

| Demografija | Demografija     | Demografija     |
| Leto        | Št. prebivalcev | Št. prebivalcev |
| ----------- | --------------- | --------------- |
|             |                 |                 |
|             |                 |                 |
|             |                 |                 |
|             |                 |                 |
| 1948        | 4382            |                 |
| 1953        | 4370            |                 |
| 1961        | 3852            |                 |
| 1971        | 3353            |                 |
| 1981        | 2855            |                 |
| 1991        | 2575            | 2523            |
| 2002        | 2549            | 2508            |
|             |                 |                 |

| Etnična sestava po popisu iz leta 2002 | Etnična sestava po popisu iz leta 2002 | Etnična sestava po popisu iz leta 2002 | Etnična sestava po popisu iz leta 2002 | Etnična sestava po popisu iz leta 2002 |
| -------------------------------------- | -------------------------------------- | -------------------------------------- | -------------------------------------- | -------------------------------------- |
| Srbi                                   | Srbi                                   |                                        | 2.398                                  | 95,61%                                 |
| Črnogorci                              | Črnogorci                              |                                        | 18                                     | 0,71%                                  |
| Madžari                                | Madžari                                |                                        | 18                                     | 0,71%                                  |
| Jugoslovani                            | Jugoslovani                            |                                        | 16                                     | 0,63%                                  |
| Hrvati                                 | Hrvati                                 |                                        | 5                                      | 0,19%                                  |
| Romuni                                 | Romuni                                 |                                        | 4                                      | 0,15%                                  |
| Albanci                                | Albanci                                |                                        | 3                                      | 0,11%                                  |
| Ukrajinci                              | Ukrajinci                              |                                        | 1                                      | 0,03%                                  |
| Rusi                                   | Rusi                                   |                                        | 1                                      | 0,03%                                  |
| Goranci                                | Goranci                                |                                        | 1                                      | 0,03%                                  |
| Bunjevci                               | Bunjevci                               |                                        | 1                                      | 0,03%                                  |
| Bošnjaki                               | Bošnjaki                               |                                        | 1                                      | 0,03%                                  |
| Neznano                                | Neznano                                |                                        | 10                                     | 0,39%                                  |